# Teide-HPC
El supercomputador Teide-HPC se encuentra en el Centro de datos de D-ALiX de la localidad de Granadilla de Abona en la isla de Tenerife (Islas Canarias). Teide-HPC es el segundo superordenador más potente de España tras el supercomputador MareNostrum.

## Etimolgía
Este superordenador toma su nombre del volcán Teide que con 3718 metros es la máxima altitud de España y se encuentra en la isla de Tenerife. A este se le añade las letras HPC las cuales hacen referencia a High Performance Computing.